# 巴克峰
巴克峰（英語：Barker Peak）是南極洲的山峰，座標77°30′S 168°18′E，位於羅斯島，處於特羅爾山西北面6.7公里，海拔高度約2,200米（7,200英尺），由新西蘭地理委員會命名，現時由南極條約體系管理。